# Roadster

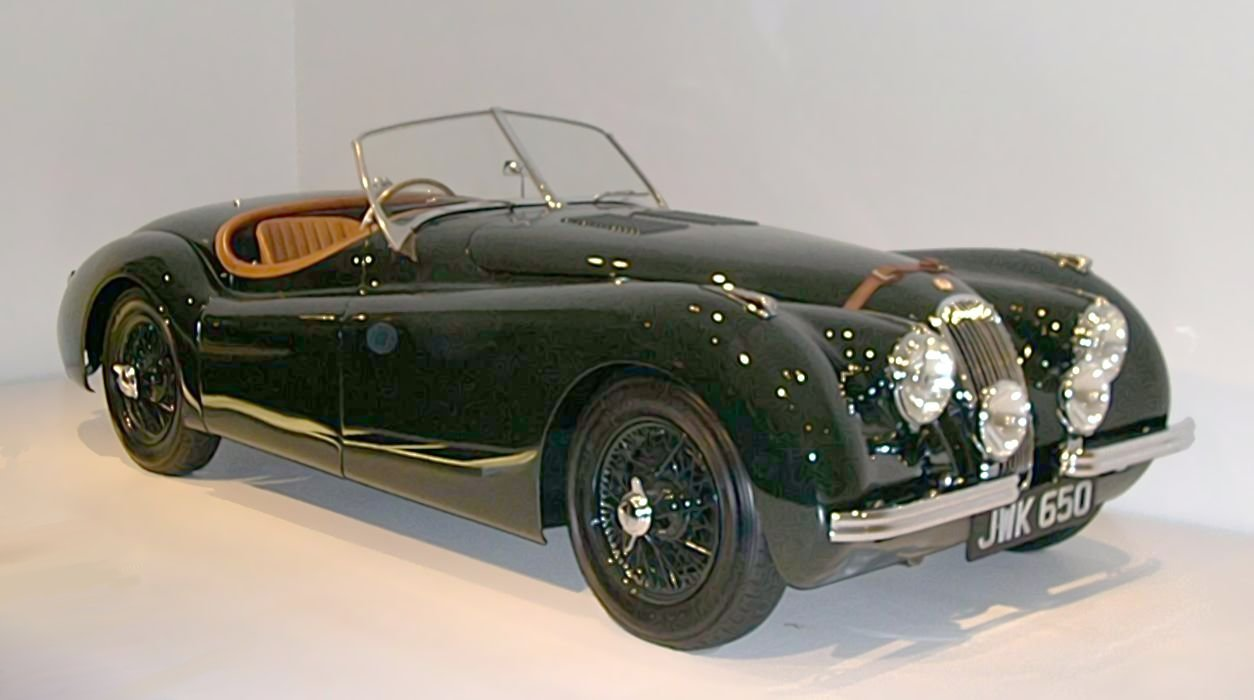
1950 Jaguar XK120 roadster

Roadster is een Noord-Amerikaanse benaming voor een carrosserievorm van een auto met twee zitplaatsen zonder een permanent dak en oorspronkelijk ook zonder zijramen. Een cabriolet heeft daarentegen wel vaste ramen die geopend kunnen worden. De voorruit is doorgaans op de carrosserie bevestigd in plaats van erin geïntegreerd. Zelfs met een lichtgewicht dak (top) en doorzichtige plastic ramen zijn de inzittenden toch nog enigszins aan de elementen blootgesteld.
Sommige merken gebruiken het woord Spyder of Spider voor een compleet dakloos voertuig; vernoemd naar een oud type door een paard getrokken wagen.

## Oude roadsters
Van oorsprong werden roadsters gebouwd op basis van veel verschillende voertuigen, van een Ford Model T tot een Cadillac V16. Het type auto was vooral geliefd door gebruikers die plezier en gevoel van vrijheid verkozen boven een praktisch ontwerp.

## Moderne roadsters
De naam roadster beleefde een renaissance in 1990 met de introductie van de Mazda MX-5. Hoewel het geen roadster was in de oorspronkelijke zin van het woord, sloeg deze benaming snel aan.

### Voorbeelden
- BMW Z3 (Duitsland)
- Fiat Barchetta (Italië)
- Ginetta G33 (Engeland)
- Honda S2000 (Japan)
- Mazda MX-5 (Japan)
- MG F (Engeland)
- Morgan Roadster (Engeland)
- Nissan 350Z (Japan)
- Porsche Boxster (Duitsland)
- Renault Caravelle (Frankrijk)
- Saturn Sky (USA)
- Smart Roadster (Duitsland)
- Tesla Roadster (USA)
- Triumph TR-serie (Engeland)

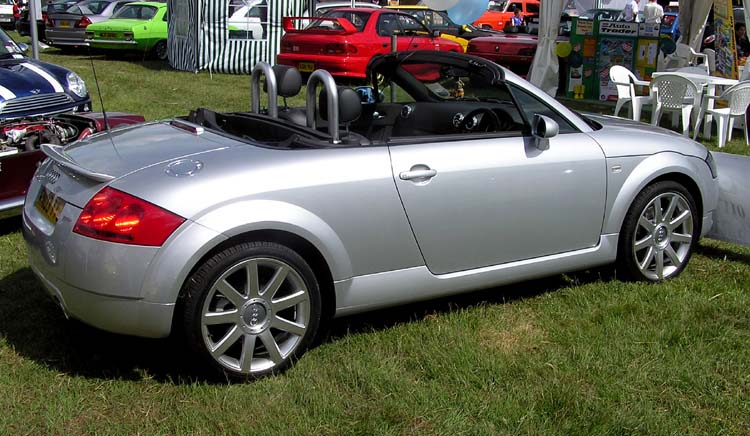
Audi TT (Duitsland)
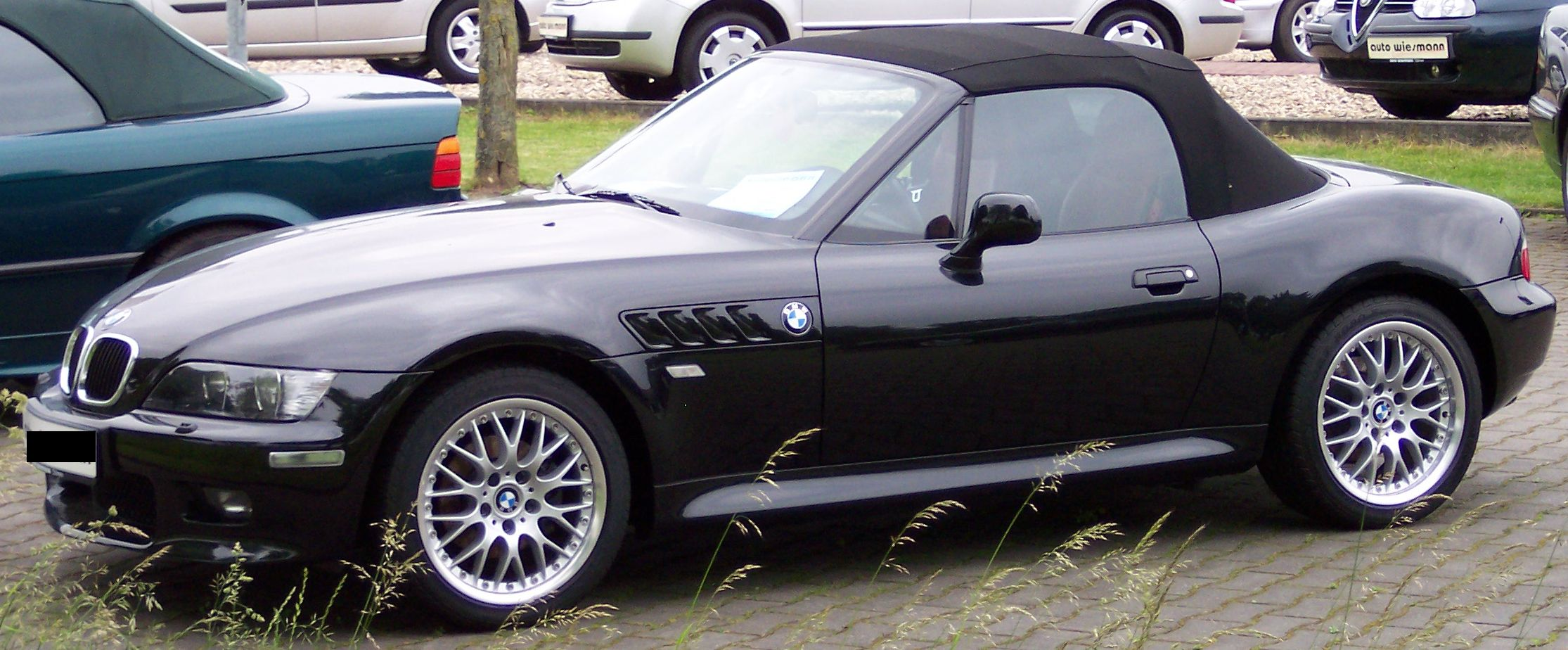
BMW Z3 (Duitsland)
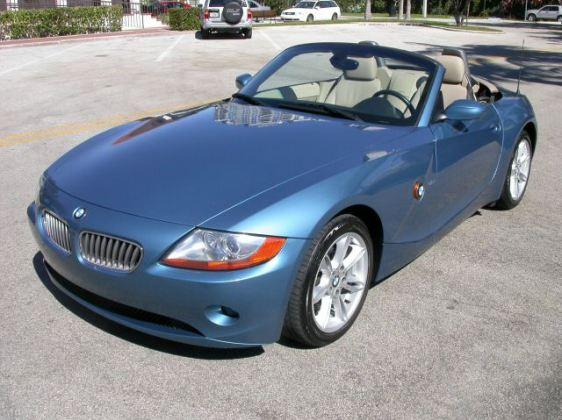
BMW Z4 Roadster (Duitsland)
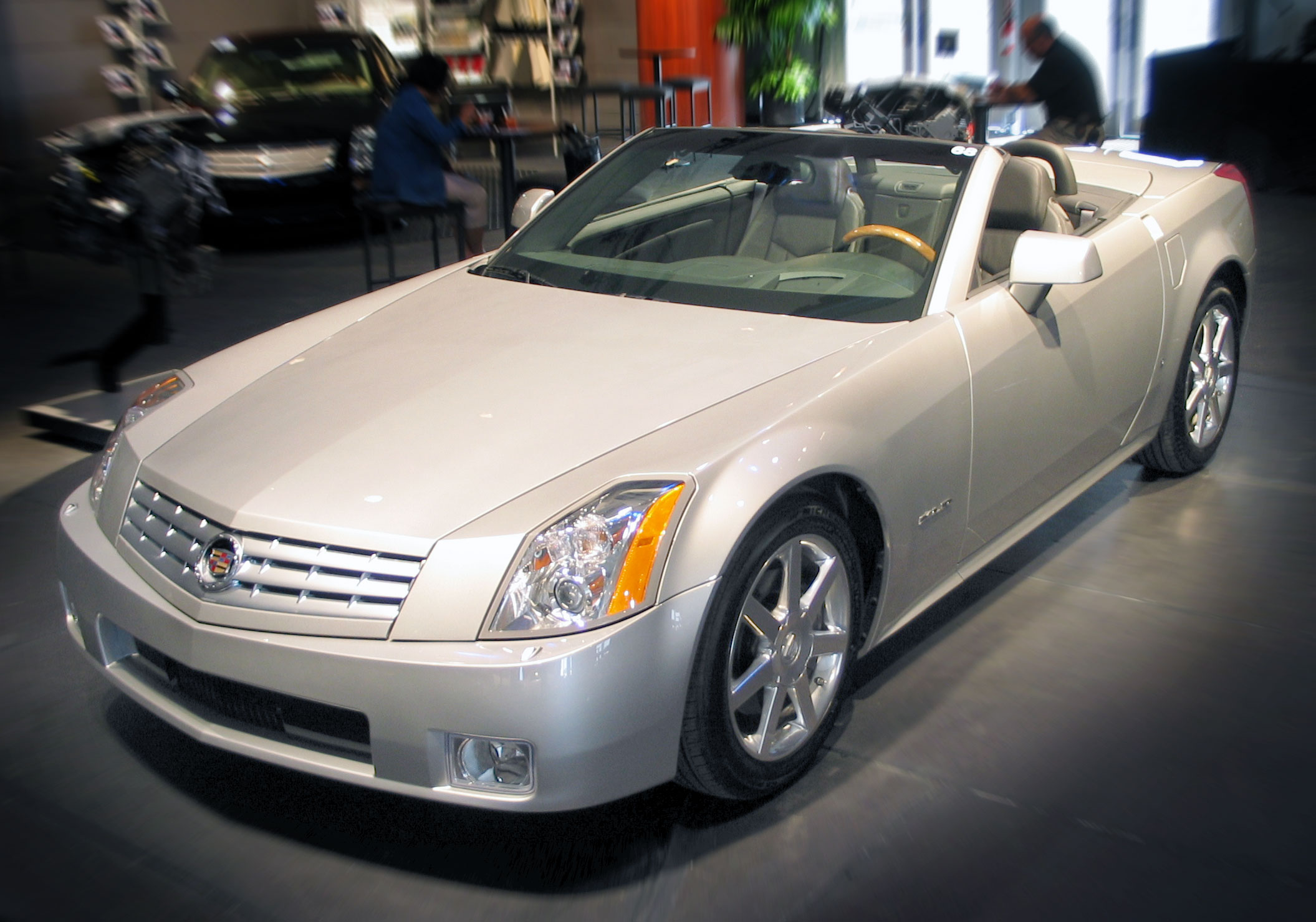
Cadillac XLR (VS)
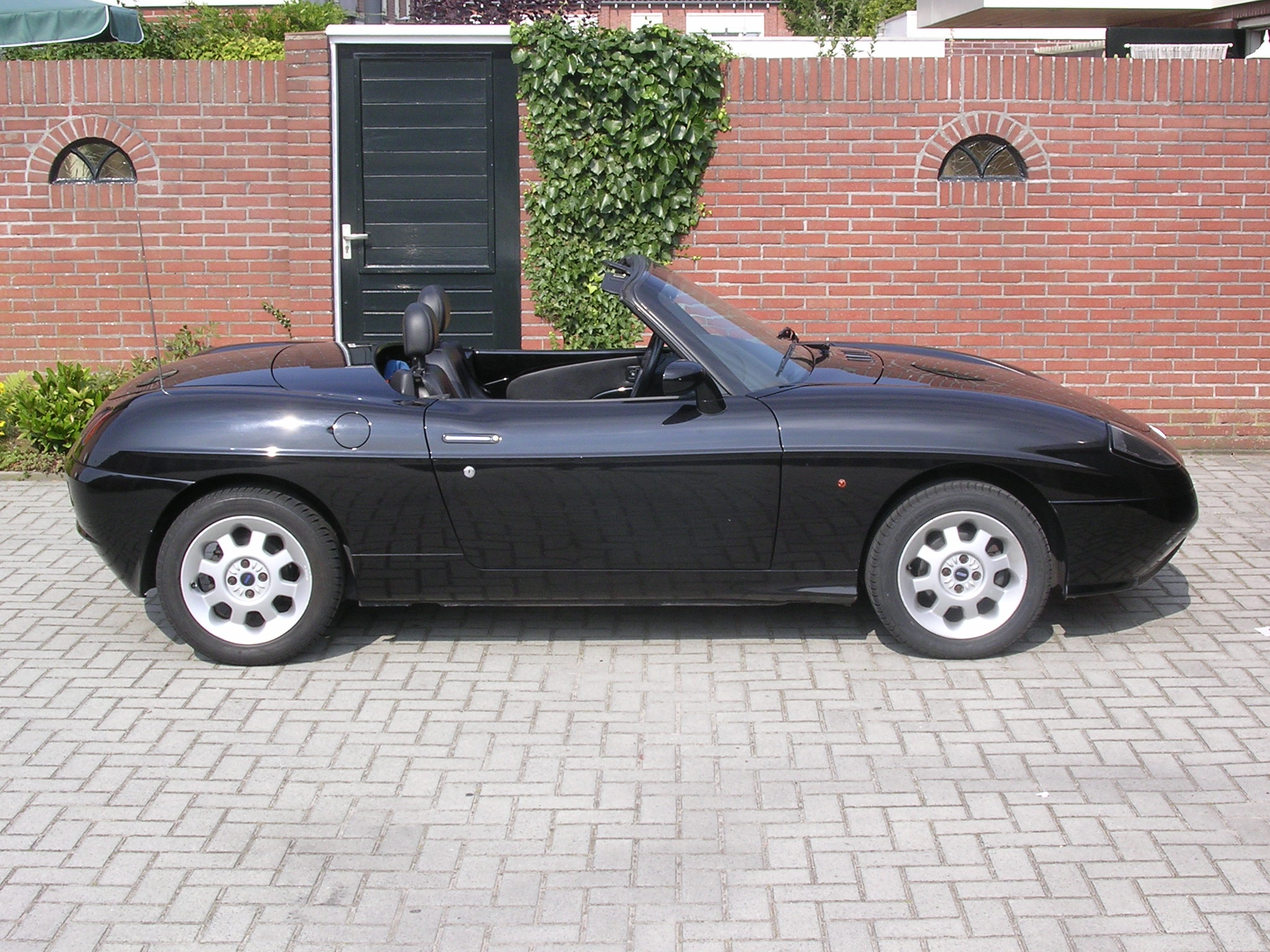
Fiat Barchetta (Italië)
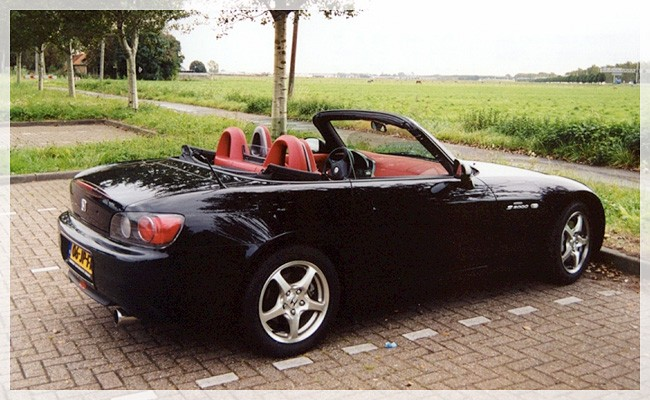
Honda S2000 (Japan)
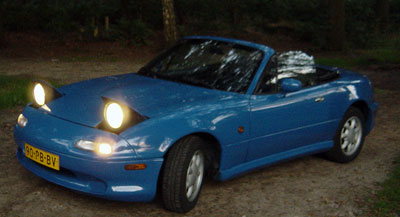
Mazda MX-5 (Japan)
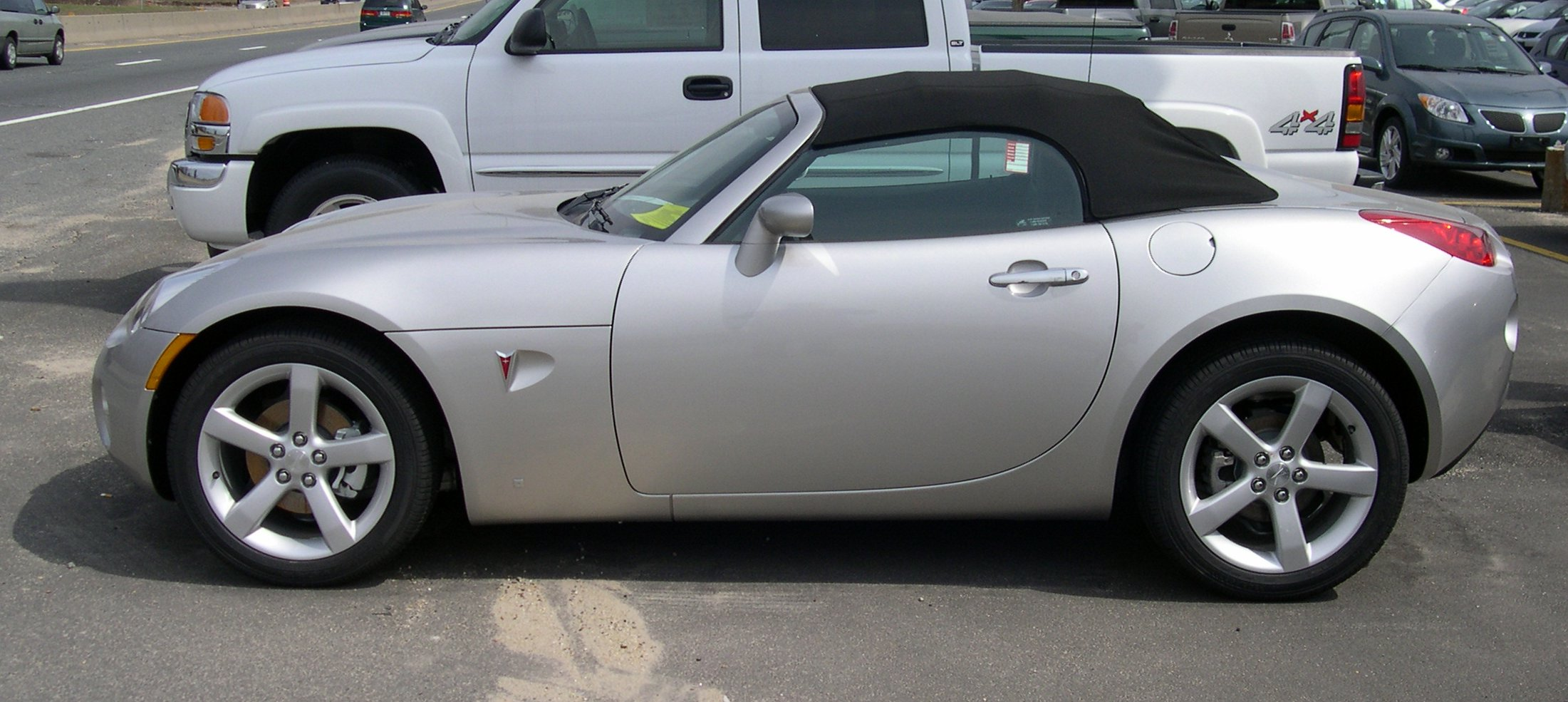
Pontiac Solstice (VS)
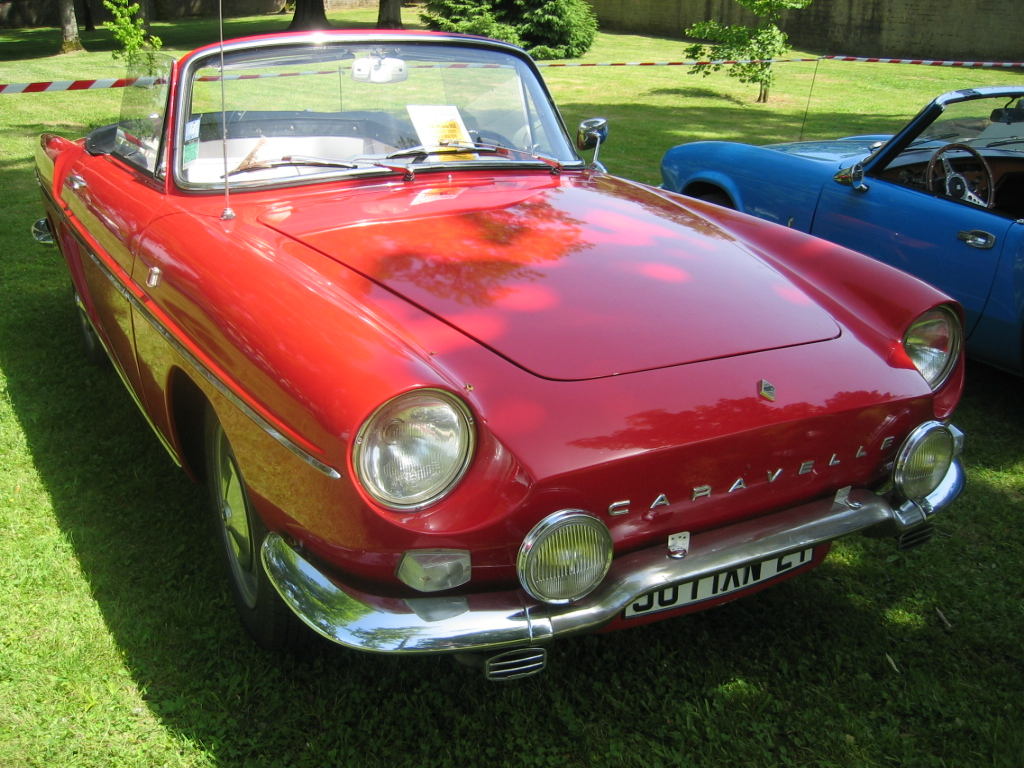
Renault Caravelle (Frankrijk)
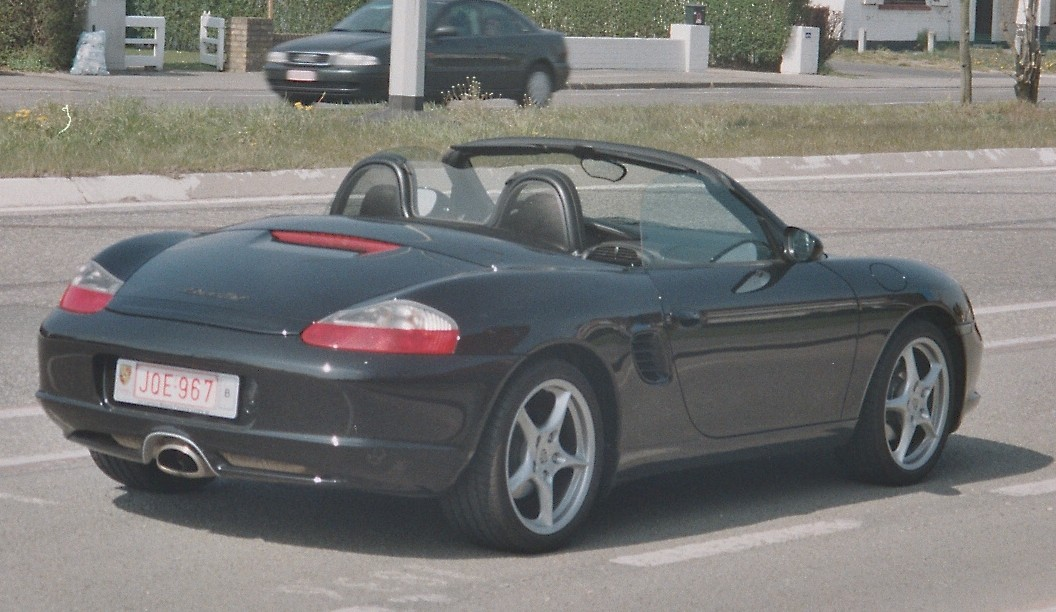
Porsche Boxster (Duitsland)
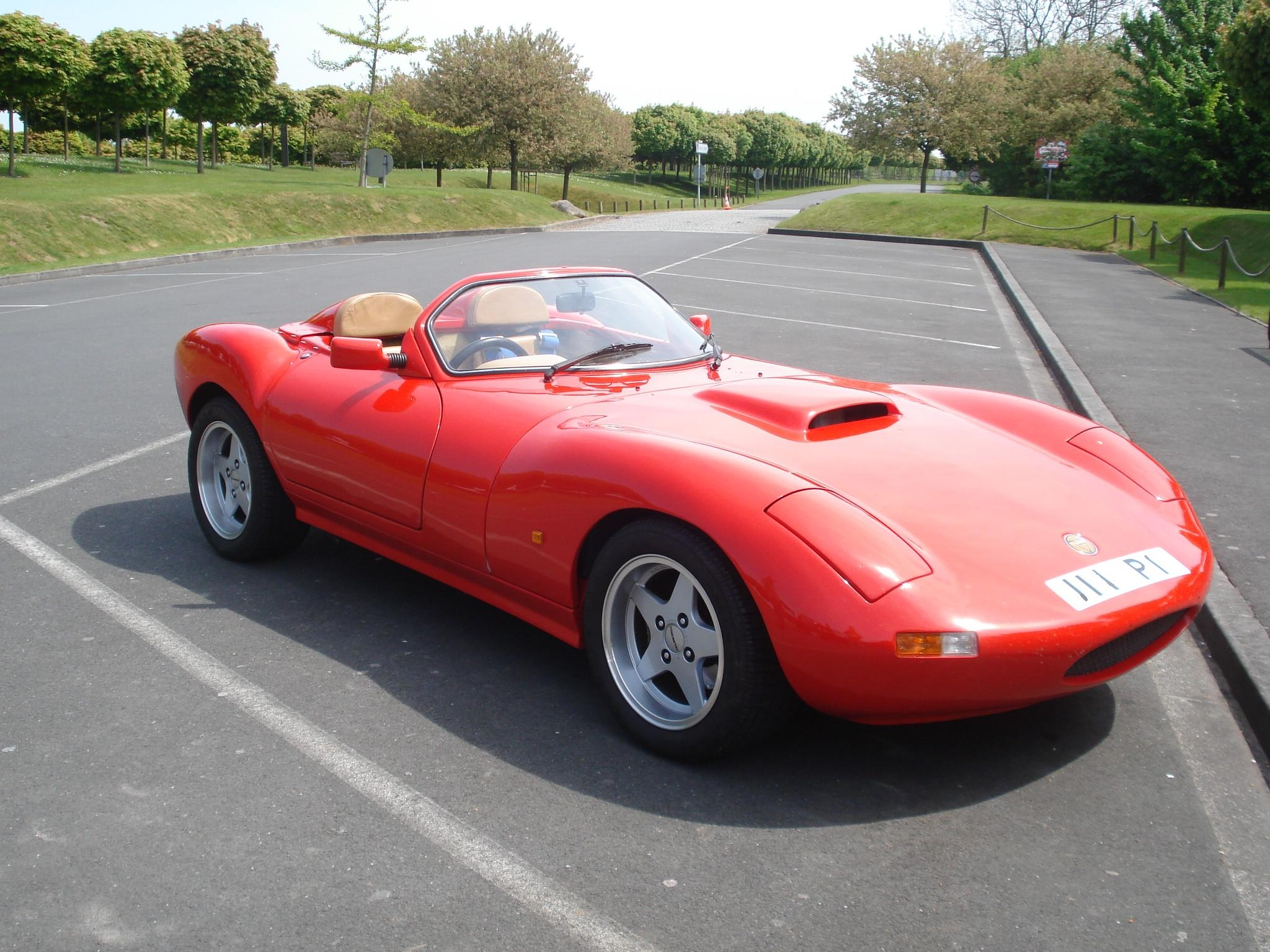
Ginetta G33 V8 (Engeland)
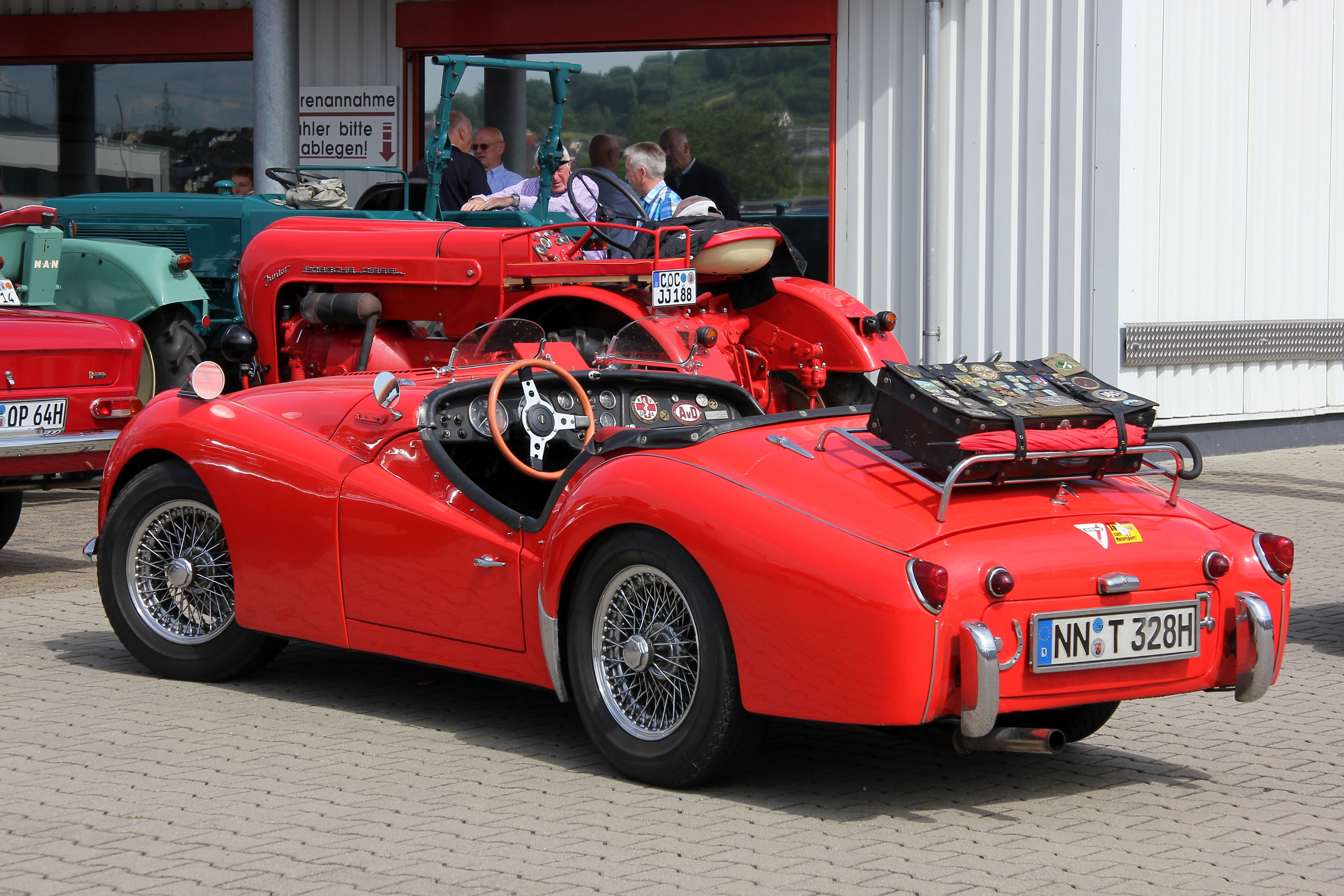
Triumph TR3 A (Engeland)